# 僕ならばここにいる
『僕ならばここにいる』（ぼくならばここにいる）は、1993年1月13日にファンハウスからリリースされた稲垣潤一28枚目のシングル。

## 解説
「ホンダ・ドマーニ」CMソング。テレビ朝日「スポーツフロンティア」エンディングテーマ（1993年4月 - 6月）。

## チャート成績
オリコンチャート最高4位を記録。

## 収録曲
1. 僕ならばここにいる
  - 作詞：秋元康　作曲：MAYUMI　編曲：清水信之
2. ロング・バージョン（ライブ・バージョン）
  - 作詞：湯川れい子　作曲：安部恭弘　編曲：井上鑑
3. 僕ならばここにいる（オリジナル・カラオケ）